# Калиновка (Серышевский район)
В Амурской области также есть сёла Калиновка в Магдагачинском районе и Калиновка в Ромненском районе.
Кали́новка — село в Серышевском районе Амурской области, Россия. Входит в Казанский сельсовет.

## География
Село Калиновка стоит в 4 км от левого берега реки Зея, в 2 км к югу от административного центра Казанского сельсовета села Казанка.
Дорога к селу Калиновка идёт на запад от пос. Серышево (через Липовку и Казанку), расстояние до районного центра — 31 км.

## Население
| 2002 | 2010 | 2012 | 2013 | 2014 | 2015 | 2016 |
| ---- | ---- | ---- | ---- | ---- | ---- | ---- |
| 8    | ↘0   | →0   | →0   | →0   | →0   | ↗1   |
| 2017 | 2018 |      |      |      |      |      |
| ↘0   | →0   |      |      |      |      |      |